# Kostel svatého Prokopa (Blažim)
Barokní kostel svatého Prokopa v Blažimi na Lounsku pochází z let 1777–1781, kdy byl postaven na místě staršího gotického kostela. Od roku 1964 je zapsán jako kulturní památka.

## Historie

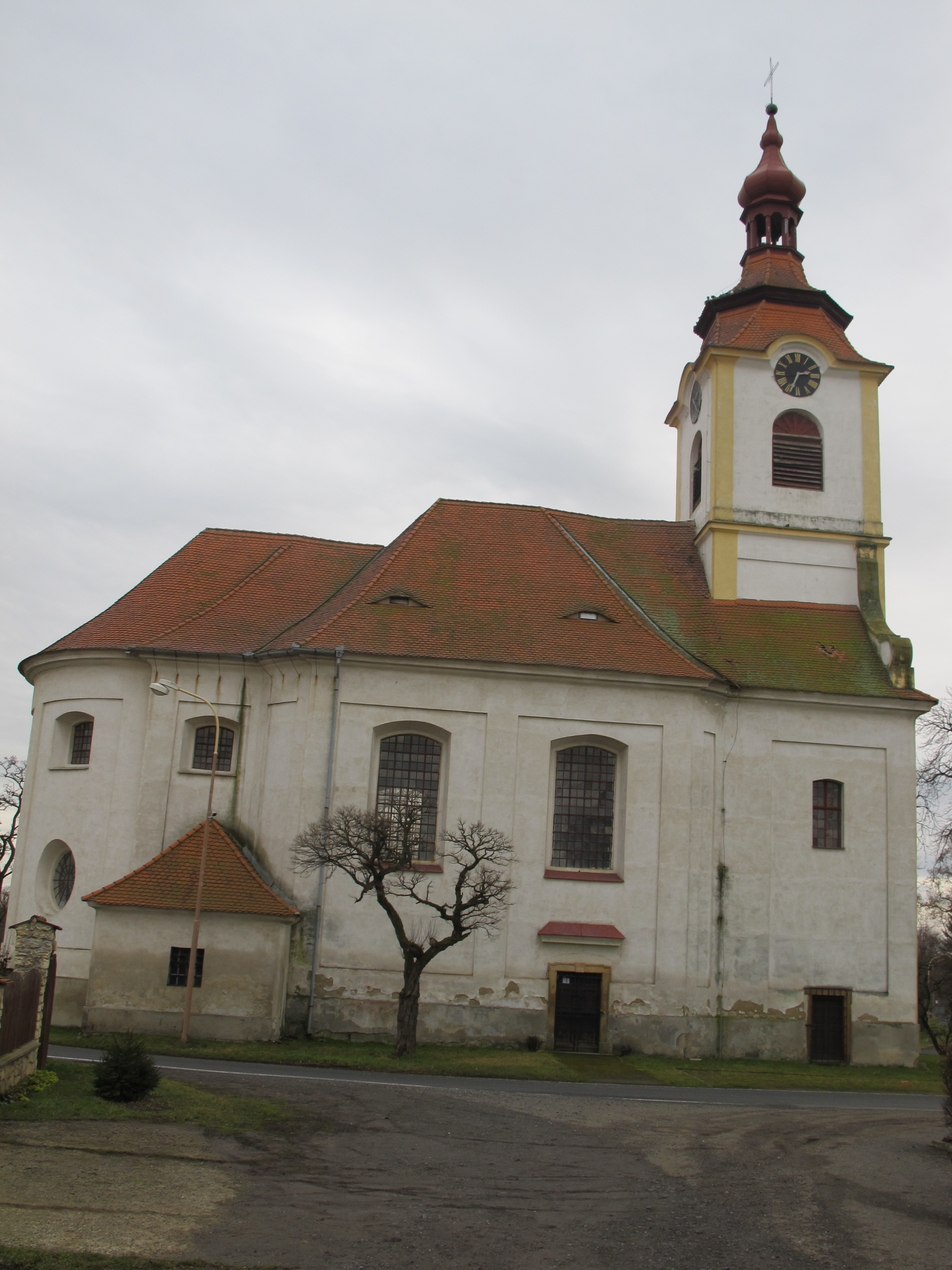
Boční pohled na blažimský kostel sv. Prokopa

Původní blažimský kostel byl v 70. letech 18. století zbořen. Na jeho místě byl v letech 1778–1781 vystavěn nový ve stylu pozdního baroka. Autorem projektu byl s největší pravděpodobností žatecký stavitel Johann Paul Loschy. Na plánu z roku 1768, obsahujícím půdorys, nárys bočního a hlavního průčelí, podélný a dva
příčné řezy, je spolu se zedníkem Jakubem Jakobicem podepsaný právě Loschy. Ten podepsal i rozpočet znějící na částku 8184 zlatých. Jakobic byl evidentně zednickým mistrem, který stavbu realizoval. Ferdinand Maděra, který v novější době Jakobicovi projekt připsal, vycházel z údaje v Uměleckých památkách Čech a Šandovu práci, vycházející z písemností postoloprtského panství, neznal. Stavbu financovali majitelé místního panství Schwarzenbergové, konkrétně Jan Nepomuk Schwarzenberg.

## Exteriér a interiér kostela
Kostel je jednolodní stavba s odsazeným presbytářem, uzavřeným do půlkruhu. Boční fasády kostela jsou členěny lizénovými rámci. Nad západním průčelím je věž. Loď kostela je sklenuta českými plackami, stěny jsou členěny pilastry s jónskými hlavicemi. Hlavní oltář je zděný, sloupový, nesoucí obraz sv. Prokopa (obraz signován Leo Maeltzer). Relikviáře na hlavním oltáři nesou signaturu Mathias Seel a dataci 1781. Křtitelnice je kamenná, gotická, zřejmě pocházející z původního kostela. Kazatelna pochází z konce 18. století. Varhany z roku 1800, postavené nepomyšlským varhanářem Müllerem, ve druhé polovině 20. století zanikly.
Podle popisu Jaroslava Schallera se na kostele nacházely tři náhrobníky šlechticů z původní stavby:
- Magdalena Žlebová, manželka Pavla z Vřesovic († 1520)
- Carola Dubanská z Duban, manželka Jana z Vřesovic († 1558)
- Ludmila Hochhauserová rozená Selmická z Cítova, manželka Václava Hochhauzera z Hochhauzu († 1586)